# Kent R. Weeks
Kent R. Weeks (Everett, 16 dicembre 1941) è un egittologo statunitense.

## Biografia
Weeks ricorda che decise di diventare egittologo a 8 anni.
Frequentò la R. A. Long High School di Longview (Washington) dove si diplomò nel 1959.
Quindi studiò Antropologia all'Università di Washington a Seattle, giungendo alla laurea.
Visitò l'Egitto per la prima volta nel 1963 e partecipò agli scavi archeologici in Nubia connessi ai lavori di realizzazione della Diga di Assuan e al susseguente allagamento della Valle del Nilo per formare il Lago Nasser.
Nel 1970 conseguì il dottorato in Egittologia presso la Yale University.

### Attività professionale
La carriera di Weeks iniziò con la nomina a professore di Antropologia presso l'Università Americana del Cairo nell'anno accademico 1971-72. In seguito fu nominato vicecuratore di Arte egizia del Metropolitan Museum of Art, professore associato all'Università di Chicago e direttore dell'istituto di questa università a Luxor (la Chicago House); poi divenne professore all'Università della California - Berkeley e, nel 1988, professore di Egittologia all'Università Americana del Cairo.
Sua moglie Susan Weeks, scomparsa nel dicembre 2009, fu anch'essa un'archeologa e una nota artista.
Nel 1978, Weeks ideò e lanciò il Theban Mapping Project, un ambizioso progetto avente l'obiettivo di schedare, fotografare e mappare ogni tempio e tomba della necropoli tebana.
Parte di questo progetto fu l'introduzione da parte di Weeks dell'uso di palloni aerostatici nell'area di Luxor allo scopo di effettuare rilievi aerofotogrammetrici a basso costo; questo diede il via a una parte importante dell'industria turistica locale.
Uno dei più importanti risultati conseguiti dal progetto è indubbiamente la scoperta avvenuta nel 1995 dell'identità dei proprietari e delle enormi dimensioni della tomba KV5 della Valle dei Re, la tomba dei figli di Ramses II.

## Opere principali
- Atlas of the Valley of the Kings: The Theban Mapping Project
- The Illustrated Guide to Luxor and the Valley of the Kings
- The Valley of the Kings: The Tombs and the Funerary of Thebes West (curatore)
- The Lost Tomb, 1998